# Kimberella
Kimberella é um género de fóssil  Ediacarano. O fóssil foi originalmente descrito em rochas pré-cambrianas das Flinders Ranges, sul da Austrália e reconstruído como uma espécie de água-viva (cnidário), posteriormente designada para os cubozoários (vespas-marinhas), e foi citado como um exemplo claro de uma linhagem existente de animais presentes antes do Cambriano. Com a descoberta posterior de um grande número de espécimes na formação Ust'Pinega, no Mar de Berents, Russia, as análises redescreveram Kimberella como um animal basal, bentônico, simetricamente bilateral, triploblástico, com uma concha univalve não mineralizada, semelhante a um molusco em muitos aspectos.
A classificação de Kimberella é importante para a compreensão científica da explosão Cambriana: se era um molusco ou pelo menos um protostômio, as linhagens de protostômios e deuterostômios devem ter divergido significativamente antes de 555 milhões de anos atrás. E, sendo bilateral, mesmo que  não fosse um molusco, sua idade indicaria que os animais estavam se diversificando bem antes do início do Cambriano.[carece de fontes?]

## Etimologia
O nome da descrição original do gênero é Kimberia, uma homenagem a John Kimber, estudante, professor e colecionador que perdeu a vida durante uma expedição à Austrália Central, em 1964. A Dra. Nelly Hooper Ludbrook salientou que o nome Kimberia (Cotton & Woods, 1935) já era usado para um subgênero de Turritella, assim o novo nome Kimberella quadrada para a espécie foi proposto por Mary Wade em 1972.

## Ocorrência
Os restos fósseis de Kimberella são encontrados na camada vendiana do solo, com mais frequência, na interface entre o arenito calcário (acima) e o argilito (abaixo). Os fósseis foram encontrados na Formação Ediacara, no sul da Austrália, nas Flinders Ranges e na Formação Ust'-Pinega, no Mar de Berents, Rússia. Aglomerados de marcas de escarificação emparelhadas são frequentemente associados à Kimberella e interpretados como marcas de arranhão criadas pelo organismo que se alimenta no substrato microbiano: uma estratégia de alimentação empregada por gastrópodes vivos (e.g. caracóis e lapas). A sucessão de estratos do Mar Branco (Mar de Berents) foi datada em 555,3 ± 0,3 milhões de anos atrás e 558 milhões de anos atrás por datação radiométrica, usando a proporção urânio-chumbo em zircônios encontrados nas camadas de cinzas vulcânicas que estão intercaladas entre as camadas que contém fósseis de Kimberella. Fósseis de Kimberella também são reconhecidos em estratos mais velhos e mais jovens do que essa faixa precisa de data. Os fósseis das colinas de Ediacara não foram datados com precisão. Em 2018, Vaziri, S.H.; Majidifard, M.R. &  Laflamme M. descreveram uma nova espécie de Kimberella, descoberta nas áreas de Kushk e Chahmir, nas regiões de Bafq e Behabad, no Irã central. A nova espécie foi denominada Kimberella persii.

## Descrição
"Corpos ovalados, arredondados em uma das extremidades e com um contorno suave; estruturas internas representadas por várias zonas longitudinais e distintas de dois tipos, grosseiramente segmentadas ou com sulcos finos, transversais e semelhantes a folhos bordeando uma área lisa."— Glaessner & Wade, 1966
Mais de 1000 espécimes, representando organismos em todos os estágios de maturidade, foram encontrados na formação Ust'-Pinega, no Mar de Berents, no fundo de camadas de arenito de grão fino.  Canais em um substrato de argila foram colonizados por uma rica biota; quando os canais foram rapidamente preenchidos com areia, a biota foi preservada in situ11.O grande número de espécimes, o pequeno tamanho dos grãos dos sedimentos e a variedade de circunstâncias em que os espécimes foram preservados fornecem informações detalhadas sobre a forma externa de Kimberella, anatomia interna, locomoção e estilo de alimentação. Todos os fósseis são ovais em contorno. Espécimes alongados ilustram que o organismo era capaz de se estender em uma direção anteroposterior, talvez até dobrando de tamanho.  O único tipo de simetria visível nos espécimes do Mar de Berents é bilateral; não há sinais de nenhum dos tipos de simetria radial que são normais em Cnidaria, grupo que inclui águas-vivas, anêmonas do mar e hidras. Os fósseis australianos foram originalmente descritos como um tipo de água-viva, mas isso é inconsistente com a simetria bilateral dos fósseis. Os fósseis russos e os sedimentos circundantes também mostram que Kimberella viveu na superfície do fundo do mar.

"Nós não podemos provar uma afinidade de molusco de forma conclusiva; algumas sinapomorfias moluscas definidoras, como a rádula, não podem ser vistas, e outras estão abertas a outras interpretações. No entanto, nenhum outro metazoário existente se parece com Kimberella tão de perto."— Fedonkin & Waggoner, 1997
A elevada concha dorsal  de Kimberella, coberta de numerosas protuberâncias, possuía uma estrutura semelhante a um capuz na extremidade anterior presumida. O invólucro atinge até 15 cm de comprimento, 5 a 7 cm de largura e entre 3 e 4 cm de altura. Era duro, mas flexível. Parece não ser mineralizado nos estágios iniciais de crescimento, mas mineralizado em fases posteriores de crescimento. O corpo, parecido com uma sacola, tinha um pé extenso com uma franja lateral e delicada. Esse pé amplo podia se estender muito além da casca. A musculatura complexa deste pé periférico era capaz de criar uma “ondulação de movimento” usada para locomoção (deslizando sobre o chão), respiração e, provávelmente, ventilação da cavidade do manto. Kimberella tinha uma musculatura dorsal-ventral bem desenvolvida, disposta em um padrão metamérico (segmentar) e musculatura ventral transversa fina. Essa estrutura muito semelhante a uma concha nodular, com bordas festonadas pode ser observada no centro do corpo em alguns espécimes. No entanto, muitos caracteres das impressões contradizem a hipótese de uma casca única. Os espécimes de Kimberella encontrados exibem uma grande variedade de formas, de elíptico a circular, fortemente alongados e às vezes dobrados quase pela metade. A ausência de linhas de crescimento também não é típica de uma casca. Impressões de todos os tamanhos normalmente carecem de cabeças. Os fósseis com a cabeça bem preservada mostram que esta possuía tubérculos semelhantes aos do corpo e que não era separada por uma costura, no entanto costuras podem ser encobertas por uma dobra. Essas características das impressões apontam que Kimberella não possuía grandes estruturas densas. A aparente diferença das impressões de tubérculos e dobras grossas pode ser explicada se os núcleos dos tubérculos fossem feitos de grumos de um material duro que não se preservava bem. A aragonita poderia ser esse tipo de material, e não havia chance de que ela fosse preservada no sedimento siliciclástico saturado com sulfeto de hidrogênio. Os dentes de Kimberella eram duros e finos, pois deixaram sulcos profundos e estreitos com bordas lisas. No entanto, nenhum traço de dentes é encontrado nas impressões. Apenas duas impressões na parte anterior da cabeça possuem cristas finas que provavelmente eram moldes de dentes.

## Ecologia
Kimberella vivia em águas rasas (até dezenas de metros de profundidade), compartilhando o solo calmo e bem oxigenado com organismos fotossintéticos e tapetes microbianos. Provavelmente pastou em tapetes microbianos, mas um hábito predatório seletivo não pode ser descartado. Assembléias com Kimberella freqüentemente também carregavam fósseis de Andiva, Yorgia, Dickinsonia, Tribrachidium e Charniodiscus, sugerindo que vivia ao lado desses organismos. As águas em que habitava eram ocasionalmente perturbadas por correntes de areia, causadas quando os sedimentos eram sacudidos por tempestades ou por descargas de água de degelo. Em resposta a esse estresse, os organismos parecem ter retraído suas partes moles em suas conchas; aparentemente eles não podiam se mover rápido o suficiente para superar essas correntes. A falta de evidência de reprodução assexuada sugere que os organismos se reproduziam sexualmente. Brotamento ou fissão nunca foram observados.

## Classificação
Os primeiros espécimes de Kimberella descobertos na Austrália em 1959 foram originalmente classificados como medusas por Martin Glaessner e Mary Wade em 1966, e depois como Cubozoa por Wade em 1972, uma visão que permaneceu popular até os fósseis da região do Mar de Berents serem descobertos; isso levou a uma reinterpretação. As pesquisas sobre esses espécimes de Mikhail A. Fedonkin, inicialmente com Benjamin M. Waggoner em 1997, levaram Kimberella a ser reconhecida como o organismo bilateral triploblástico mais antigo e bem documentado - e não uma medusa.
Por outro lado, os fósseis de Kimberella não mostram nenhum sinal de rádula, a "língua" quitinosa dentada que é a característica diagnóstica dos moluscos modernos, excluindo os bivalves. Como as rádulas são raramente preservadas em moluscos fósseis, sua ausência não significa necessariamente que K. quadrata não tivesse uma. As rochas na vizinhança imediata dos fósseis de Kimberella apresentam marcas de arranhões que foram comparadas àquelas feitas pelas rádulas dos moluscos enquanto pastam em esteiras microbianas. Esses traços, denominados Radulichnus e Kimberichnus, foram interpretados como evidências circunstanciais da presença de uma rádula. Em conjunto com a concha univalve, isto foi tomado para indicar que Kimberella era um molusco ou muito próximo dos moluscos. Fedonkin sugeriu que o mecanismo de alimentação poderia ser uma tromba retrátil com órgãos parecidos com ganchos no final.
As marcas de arranhões encontradas indicam que os "dentes" foram arrastados para o organismo, não empurrados para longe como nos moluscos, e que o impacto máximo sobre o sedimento era quando a parte bucal estava mais distante do organismo. A direção do pastoreio também é para trás, ao contrário dos moluscos. A dentição na forma de um leque de dentes simples e uniformes, que é reconstruída para Kimberella não tem equivalentes nos moluscos modernos e até cambrianos. Além disso, a largura constante dos sulcos implica uma rádula docoglossa - uma característica que é muito derivativa em moluscos. Argumenta-se que a forma dos traços de alimentação é incompatível com uma rádula e que, apesar da aparência do corpo de um molusco, a falta de uma rádula colocaria Kimberella bem fora do grupo dos moluscos. Butterfield ressalta ainda que muitos outros grupos de organismos possuem estruturas capazes de produzir marcas similares.
"Provavelmente, Kimberella está apenas intimamente relacionada aos moluscos, mas não é um molusco. Está provavelmente relacionada a um dos estágios iniciais da evolução dos animais trochóforos, quando seus filos ainda não haviam sido formados. A julgar pela datação por isótopos, Kimberella apareceu no intervalo de tempo entre 558 a 555Ma. Se este animal pertenceu ao grupo de moluscos, o filo Mollusca não poderia ter ocorrido antes desse tempo."— Ivantsov, 2010
O mais provável, segundo A. Yu Ivantsov é que Kimberella estivesse relacionada a um estágio muito precoce da evolução dos animais trocóforos, ou até para um estágio de proto-molusco, quando não apenas Aplacophora e Testaria[A] não haviam se separado, mas a rádula consistindo de dentes presos a uma placa quitinóide não havia sido desenvolvida. Juntos, os céticos duvidam que a evidência disponível seja suficiente para identificar com segurança Kimberella como um molusco ou quase-molusco, e sugerem que é presunçoso chamá-lo de algo mais do que um "possível" molusco , ou mesmo de um "provável bilateral".